# She Wants Revenge
She Wants Revenge es una banda estadounidense, originaria del Valle de San Fernando, California. Su álbum debut homónimo, She Wants Revenge, fue lanzado a principios del 2006, con tres sencillos "These Things" (donde su videoclip cuenta con la actuación de la vocalista de la banda Garbage, Shirley Manson), "Out of Control" y "Tear You Apart", siendo el videoclip de esta última dirigido por Joaquin Phoenix. La banda ha vendido más de 300 000 discos en los Estados Unidos.
El segundo álbum de la banda, This Is Forever, fue lanzado el 9 de octubre del 2007.

## Historia
La banda realizó giras durante todo el 2006 con Depeche Mode y Placebo.
En el 2007, la banda apareció en la canción "Time" con Timbaland. En una reciente entrevista, Adam Bravin dijo a SuicideGirls que She Wants Revenge tiene un montón de b-sides inéditos, como "Love to Sleep", que les gustaría compartir con todos. Adam Agregó que a la banda le gustaría ir de gira con sus ídolos: The Cure y Bauhaus. Recientemente, rompieron con el sello Geffen/Interscope, de acuerdo a un boletín en MySpace, junto con artistas como Radiohead y Nine Inch Nails, que ya hicieron su independencia. La banda formó su propio sello discográfico, Perfect Kiss, en el 2008.
Su EP, Save Your Soul, fue lanzado por iTunes el 13 de mayo del 2008. El EP contiene cuatro canciones, "Save Your Soul", "A Hundred Kisses", "Sugar" y "Sleep". El grupo formó un club de fanes que participaron en la gira de verano del 2008 de la revista Nylon. Su canción "Tear Your Apart" apareció en la primera temporada de la serie de televisión Fringe, al comienzo del episodio #18, "Bajo la luz de la Luna", en la película Number 23 protagonizada por Jim Carrey y también apareció en primer episodio de la quinta temporada (Hotel) de American Horror Story. La canción "This is the end" apareció en la quinta temporada de la serie de televisión Numb3rs (episodio #16, "Cover me").
Un EP titulado Up and Down, fue lanzado a través de iTunes el 22 de septiembre del 2009. Al término de su actual gira para promocionar la publicación de Up and Down, She Wants Revenge comenzó a trabajar en su tercer álbum de estudio, que volverá a examinar las raíces oscuras de su primer álbum.
Se lanzó un nuevo video titulado "Take The World" el 7 de febrero de 2011, antes del lanzamiento de su primer sencillo, "Must Be The One". El video fue el debut como director del miembro de la banda Adam Bravin. El rodaje de "Must Be The One" comenzó el 8 de febrero y se estrenó en marzo. Valleyheart , el tercer álbum de estudio de la banda, fue lanzado el 23 de mayo de 2011.

## Integrantes

### Miembros principales
- Justin Warfield – Voz principal, guitarra, teclados.
- Adam Bravin (alias Adam 12) – Bajo, teclados, guitarra, Caja de ritmos, Percusión, programador, voz.

### Acompañamientos
- Thomas Froggatt – guitarra
- Scott Ellis – batería, percusión[10]

## Discografía

### Álbumes de estudio
- She Wants Revenge (2006) Perfect Kiss
- This Is Forever (2007) Perfect Kiss
- Valleyheart (2011) Five Seven Music

### EP
- These Things (2005) Perfect Kiss
- Tear You Apart (2006) Perfect Kiss
- True Romance (2007) Perfect Kiss/Geffen/UniversalMusic
- Save Your Soul (2008)
- Up and Down (2009)

### Sencillos
| Año  | Canción                          | US Hot 100 | U.S. Modern Rock | Álbum             |
| ---- | -------------------------------- | ---------- | ---------------- | ----------------- |
| 2005 | "Sister"                         | -          | -                | She Wants Revenge |
| 2005 | "Tear You Apart"                 | -          | 5                | She Wants Revenge |
| 2006 | "These Things"                   | -          | 22               | She Wants Revenge |
| 2006 | "Out of Control"                 | -          | -                | She Wants Revenge |
| 2006 | "I Don't Wanna Fall in Love"     | -          | -                | She Wants Revenge |
| 2007 | "True Romance"                   | -          | -                | This Is Forever   |
| 2007 | "Written in Blood"               | -          | -                | This Is Forever   |
| 2011 | Must Be The One / Take The World | -          | -                | Valleyheart       |

### Compilaciones
- The Nightmare Before Christmas Soundtrack – (octubre de 2006; contribuyeron con "Kidnap the Sandy Claws")
- Timbaland Presents: Shock Value – (3 de abril de 2007; contribuyeron con "Time")